# Flysch
Flysch er en sedimentærsuccession af skiftevis fossilfattige, finkornede sten, der er afvekslende med sandsten og konglomerat.
Flysch er ofte meget tyk og er blevet dannet i store dybder i havet ved skiftevis siltstrømme og større massebevægelser i forbindelse med igangværende bjergkædedannelse.

## Etymologi
Ordet flysch kommer fra tysk og er afledt af den lagdelte struktur og den hurtige nedbrydning i små, skiferagtige stykker, og det har etymologier i forbindelse med bl.a. flöts (ty: Flöz) og spåner.
Ordet blev introduceret i geologilitteraturen i 1827 af den schweiziske geolog Bernhard Studer. Oprindelsen var den lokale dialekt i den schweiziske dal Simmertal i Berner Alperne for denne type af skifer, let eroderende bjergstrukturer.